# Empis clausipyga
Empis clausipyga är en tvåvingeart som beskrevs av Saigusa 1992. Empis clausipyga ingår i släktet Empis och familjen dansflugor. Inga underarter finns listade i Catalogue of Life.